# Saint-Amant (Louisiane)
Pour les articles homonymes, voir Saint-Amant.
Saint-Amant est une localité américaine de la paroisse de l'Ascension, dans l'État de Louisiane.

## Géographie
La localité de Saint-Amant est située à une quarantaine de kilomètres au sud-est de Baton Rouge et à 80 kilomètres au nord-ouest de la Nouvelle-Orléans.